# Luis Gestoso de Miguel
Luis Gestoso de Miguel, né le 20 décembre 1962, est un homme politique espagnol membre de Vox.

## Biographie
Fils de magistrat, Luis Gestoso de Miguel est passionné par la vie militaire. Souhaitant s’enrôler dans la marine militaire, il échoue cependant à l'examen et entreprend alors des études de droit.
Il quitte le Parti Populaire en 2015 après en avoir été l'un des dirigeants dans la région de Murcie. Il rejoint le parti Ciudadanos mais en démissionne quelques mois après.
Lors des élections générales anticipées du 10 novembre 2019, il est élu au Congrès des députés pour la XIVe législature avec le parti Vox.